# Айлурофилия
Айлурофилия (от греч. αἴλουρος — кошка и греч. φιλία — дружба, любовь) — психическое расстройство личности, выражающееся в патологической привязанности к кошкам.

## Симптомы
Некоторые признаки айлурофилии:
- навязчивое желание постоянно контактировать с кошками, завести их как можно больше;
- стресс, нервозность, тревога и даже агрессия, если человек не имеет возможности регулярно быть рядом с кошками;
- неспособность контролировать количество животных в доме, даже если это создаёт неудобства для окружающих;
- негативное отношение к людям, которые критикуют кошек.

Айлурофилия не считается психическим расстройством, если она не выходит за рамки разумного и не наносит вреда самому человеку или окружающим. Однако в некоторых случаях чрезмерная привязанность к кошкам может привести к нежелательным последствиям, например, к неконтролируемому накоплению животных в домашних условиях, что может создать проблемы как для самих животных, так и для их владельцев.

## Причины
Точные причины айлурофилии не выявлены, но есть несколько версий:
- Биологическая. Некоторые исследования связывают расстройство с токсоплазмозом — заболеванием, вызываемым паразитами токсоплазмами. Кошки — природный резервуар для токсоплазмы, и изменение нервной ткани из-за этого заболевания может приводить к развитию айлурофилии.
- Психологическая. Есть мнение, что расстройство может быть вызвано травмой привязанности, полученной в детском или подростковом возрасте. Недостаток внимания от близких и друзей приводит к тому, что человек ищет любви и ласки в общении с животными.
- Психологическая травма. Часто айлурофилия развивается после трагических событий в жизни: смерти близкого, потери ребёнка, предательства или травмирующего развода. Человек ищет утешения в обществе питомцев, постепенно теряя связь с реальностью.

## Лечение
Айлурофилия требует профессионального лечения. Самостоятельно справиться с этим состоянием невозможно. Рекомендуется обратиться к психологу, который поможет выявить причины проблемы и предложит пути её решения. В некоторых случаях может потребоваться помощь психиатра.

## Известные случаи
В СМИ описаны случаи, когда люди с айлурофилией содержали по несколько десятков кошек в доме, при этом не всегда соблюдали санитарные условия, что доставляло неудобства соседям. Известны истории о том, как владельцы хранили трупы своих питомцев на балконе, не в состоянии с ними проститься.